# 阿比類鋭三郎
阿比類 鋭三郎（あびる えいさぶろう、天保13年（1842年） - 文久3年4月6日（1863年5月23日））は、壬生浪士組隊士。名前は阿比留鋭三郎、阿比留栄之介、阿比原栄三良、阿比留栄三郎とも。
対馬藩出身。千葉栄次郎（千葉周作の次男）に弟子入りし、北辰一刀流を修めた。
文久3年（1863年）2月、江戸で浪士隊に加わり上京。殿内義雄・家里次郎の一派となる。浪士隊江戸帰還決定後、近藤勇や芹沢鴨らと共に京都に残留。壬生浪士組、結成時24名の一人となる。隊に在籍中は近藤らと共に行動した。
同年4月6日に死去。殺害、病死とも。死亡日は3月25日説もある。享年22。壬生浪士組隊士として最初に死去した人物としても知られる。

## 演じた俳優
- 矢部太郎 -  「大河ドラマ 新選組!」（2004年、NHK）